# Gustav Haner
Gustav Haner (* 24. September 1904 in Hermannstadt, Österreich-Ungarn; † 18. Mai 1991 in München) war ein deutscher Schauspieler.

## Leben und Werdegang
Gustav Haner wurde als Sohn des Komitats-Oberstuhlrichters Haner († 1933) und der Juwelierstochter Dora Lüdecke (1881–1973) geboren und wuchs mit seinen zwei Brüdern, die später im Zweiten Weltkrieg fielen, in Hermannstadt auf. Die Familie gehörte zu der deutschsprachigen Minderheit der Siebenbürger Sachsen.
Gustav Haner stand als Jugendlicher in Vorstellungen des Hermannstädter Theatervereins auf der Bühne und gehörte wie auch Ottmar Strasser zu dem ersten Ensemble des 1933 von Gustav Ongyerth gegründeten Deutschen Landestheaters. Bei der Eröffnungsaufführung, Schillers Wilhelm Tell, wirkte er als Gesslers Stallmeister Rudolf der Harras mit. In den folgenden Jahren spielte er vor allem Bösewichte und Tollpatsche und übernahm die Sprechrolle des Samiel in Der Freischütz.
Nach dem Ende des Zweiten Weltkriegs ließ sich Haner in München nieder. Es folgten langjährige Engagements am Stadttheater Augsburg und an der Komödie im Marquardt in Stuttgart. So gehörte er auch zu der Besetzung von Aktien und Lorbeer bei der Fernsehaufzeichnung für das ZDF 1967. Daneben wirkte er in einigen Fernsehfilmen mit, bis er sich aus Altersgründen aus dem Berufsleben zurückzog. Seine letzten Lebensjahre verbrachte er in Rimsting, wo nach seinem Tod im Mai 1991 auch seine Urne beigesetzt wurde.

## Filmografie
- 1958: Die Bekehrung des Ferdys Pistora (Fernsehfilm)
- 1961: Treibjagd (Fernsehfilm)
- 1961: Schritte in der Nacht (Fernsehfilm)
- 1963: Dantons Tod (Fernsehfilm)
- 1963: Der Schulfreund (Fernsehfilm)
- 1965: Mein Sohn, der Herr Minister (Fernsehfilm)
- 1966: Ein idealer Gatte (Fernsehfilm)
- 1967: Aktien und Lorbeer (Fernsehspiel)
- 1967: Seine Durchlaucht, der Schneider (Fernsehfilm)
- 1968: Ein Fall aus lauter Liebe (Fernsehfilm)
- 1969: Sind wir das nicht alle? (Fernsehfilm)
- 1969: Diebelei (Fernsehspiel)